# Новое Жилище
Новое Жилище — опустевший посёлок в Пильнинском районе Нижегородской области. Входит в состав  Курмышского сельсовета

## География
Находится на расстоянии приблизительно 28 километров по прямой на север от посёлка Пильна, административного центра района.

## Население
Постоянное население составляло 0 человек в 2002 году, 1 в 2010.